# سوني بيرك
سوني بيرك (بالإنجليزية: Sonny Burke)‏ هو ملحن أمريكي، ولد في 22 مارس 1914 في سكرانتون في الولايات المتحدة، وتوفي في 31 مايو 1980 في سانتا مونيكا في الولايات المتحدة.

## وصلات خارجية
- سوني بيرك على موقع IMDb (الإنجليزية)
- سوني بيرك على موقع الموسوعة البريطانية (الإنجليزية)
- سوني بيرك على موقع ميوزك برينز (الإنجليزية)
- سوني بيرك على موقع أول ميوزيك (الإنجليزية)
- سوني بيرك على موقع ديسكوغز (الإنجليزية)
- سوني بيرك على موقع قاعدة بيانات الفيلم (الإنجليزية)